# Sivaramakrishnan Balachandar
Sivaramakrishnan Balachandar (Chennai, 6 de junio de 1961) es un físico y educador indio-estadounidense.

## Biografía
Se desempeña como profesor en la Universidad de Illinois en Urbana-Champaign. También es profesor distinguido y profesor William F. Powers en la Universidad de Florida.
Ha contribuido a la comprensión de la convección térmica en el manto terrestre, la estructura de las estelas de cuerpos abruptos y su efecto sobre la dinámica de partículas pequeñas, la dinámica de los vórtices en las turbulencias de las paredes y la teoría del flujo de dos fases, incluida la formulación del equilibrio de Euler para la fuerza de dispersión.
Fue nombrado miembro de la Sociedad Estadounidense de Física después de ser nominado por su División de Dinámica de Fluidos en 2006, y recibió el premio Francois Naftali Frenkiel de la División de Dinámica de Fluidos de la Sociedad Estadounidense de Física en 1996. También es miembro de la Sociedad Estadounidense de Ingenieros Mecánicos.